# Vinalia
Les Vinalia sont deux Fêtes religieuses romaines concernent la vigne et son produit, le vin, toutes les deux sous le patronage Jupiter. Les Vinalia rustica, au milieu de l'été, précèdent les vendanges. Après les vendanges, les Meditrinalia et la vinification durant l'hiver, les Vinalia priora au printemps suivant entament la consommation du vin nouveau.

## Vinalia rustica
Aucun rite des Vinalia rustica n'est connu des historiens, seule leur finalité est discernable.
Pline l'Ancien les place parmi les fêtes religieuses des anciens Romains destinées à la protection des futures récoltes :« ils redoutaient trois époques pour les récoltes ; c'est pourquoi ils instituèrent autant de cérémonies et de jours de fête, les Robigalia, les Floralia, les Vinalia » et « Les seconds Vinalia,  se célèbrent avant le 23 des calendes de septembre (le 19 août) […]. Varron […] veut que ce soit le commencement de l'automne, et que cette fête ait été établie pour conjurer les mauvais temps ». Un vers des Géorgiques nomme le responsable de ce risque « Jupiter, redoutable aux grappes déjà mures ». 
La finalité des Vinalia rustica est donc d'écarter le risque que fait courir Jupiter, maître des orages, sur les grappes de raisins avant la vendange.

## Actions intermédiaires: vendanges et traitement des moûts

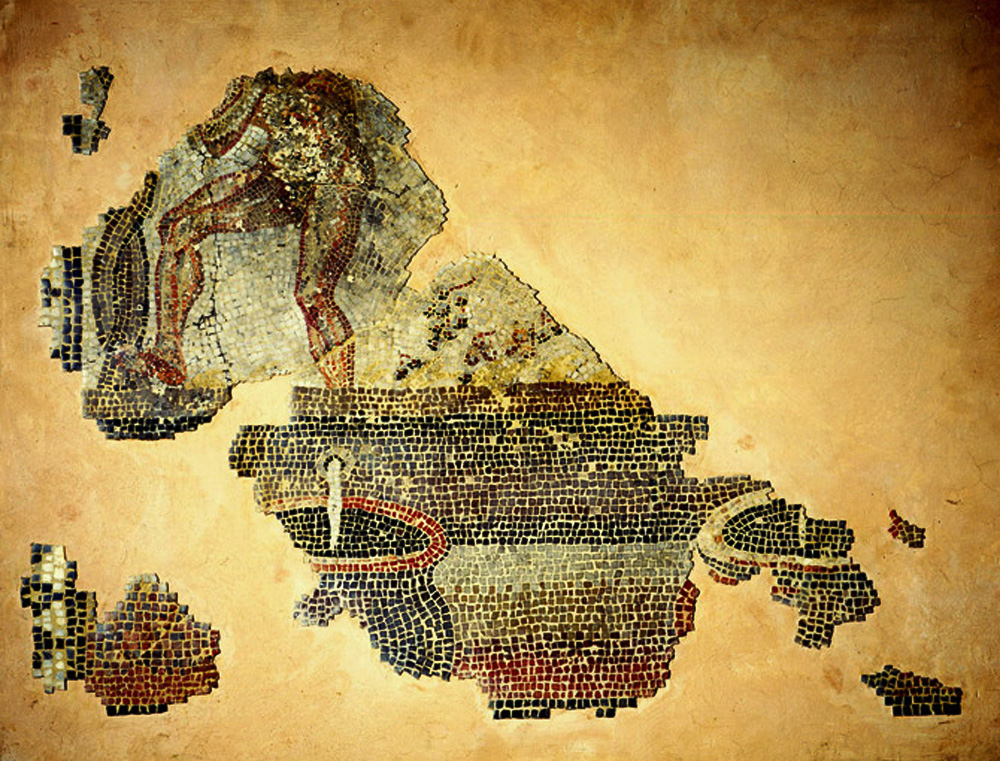
Foulage du raisin et écoulement du moût dans les cuves. Musée de Lyon.

Les vendanges se déroulaient après les Vinalia rustica, à une date variable, en fonction des conditions climatiques de l'année. Le flamen dialis, flamine de Jupiter, inaugurait les vendanges selon le rite de auspicatio vindemiae, décrit par Varron « le flamine de Jupiter prend les auspices de la vendange et, dès qu'il a dit de vendanger, il sacrifie une agnelle à Jupiter, et c'est entre le moment où il a découpé les exta et le moment où il les offrira, que lui-même, le premier, cueille une grappe ». La première grappe est donc jointe à la victime et est en quelque sorte grosse du vin à venir.
Les grappes sont pressurées, et le moût obtenu est mis en cuve. Peu après ont lieu au 11 octobre les Meditrinalia qui consacrent l'opération de bonification du moût par l'ajout de vin de l'année précédente, afin d'assurer sa conservation durant l'hiver.

## Vinalia priora

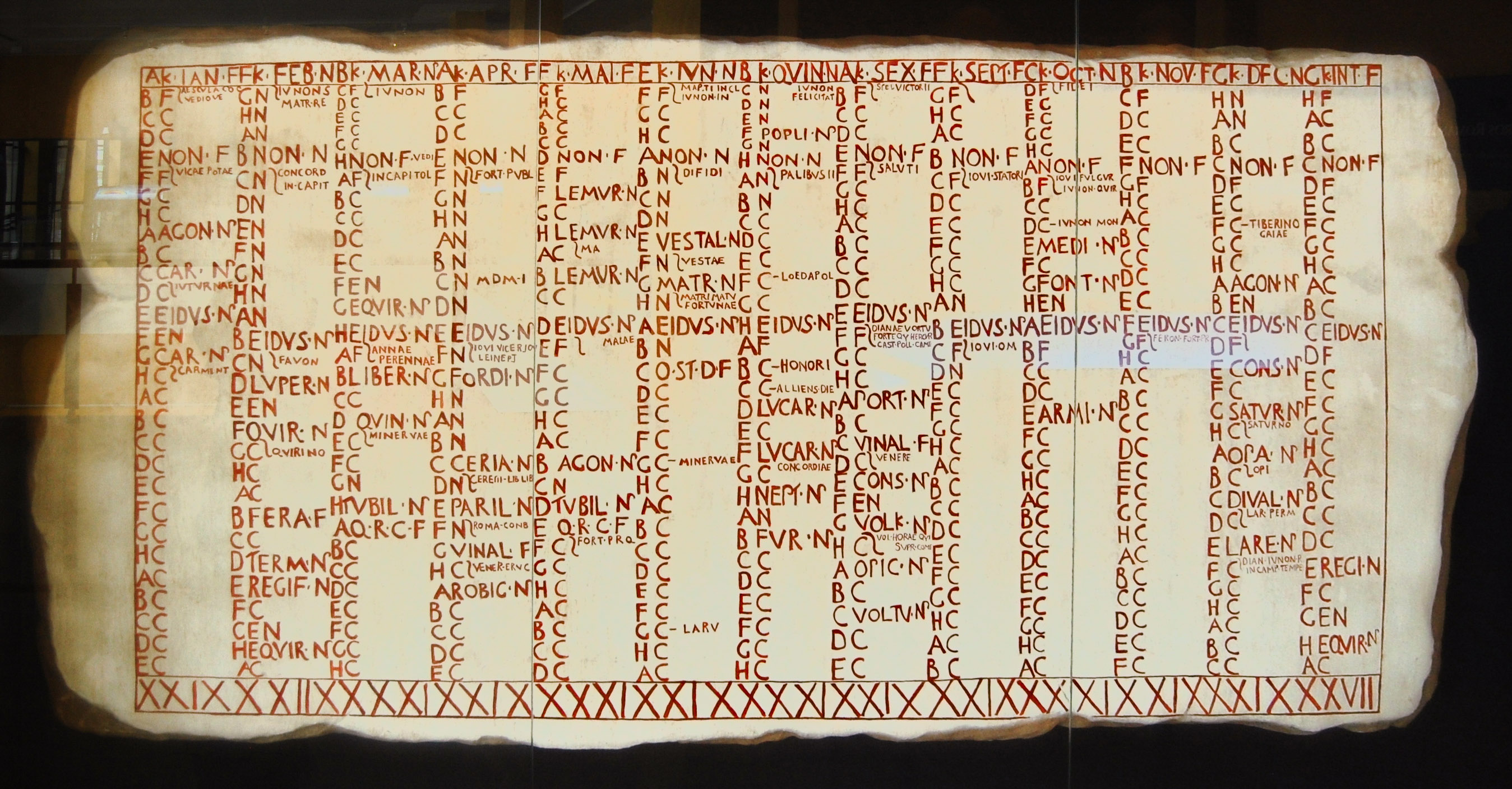
Reproduction du calendrier des Fasti Antiates maiores Les Vinalia sont notées VINAL sur le mois d'Aprilis et sur celui de Sextilis (Août).

Selon Pline l'Ancien « Les premiers Vinalia, qui ont été établis le 9 des calendes de mai (le 23 avril) pour la dégustation des vins, n'ont aucun rapport avec les fruits ». Festus Grammaticus précise le rituel : « C'était le jour de fête où l'on faisait des libations de vin nouveau à Jupiter ».
Durant les Vinalia priora, on ouvrait les cuves remplies du vin nouveau, pressé l'automne précédent et fermenté durant l'hiver, pour offrir les premices en libation, appelé calpar à Jupiter,. 
Les Romains faisaient remonter cette consécration du vin à un récit pseudo-historique plus ancien que la fondation de Rome. Plusieurs variantes de ce récit existent, toutes mettent en scène Turnus, roi des Rutules, et son allié étrusque Mézence, opposés aux Latins ou à Énée et ses compagnons troyens dans la version d'Ovide. Mézence exige pour paiement de son aide la totalité du vin de l'année, malgré la part due à Jupiter. Au contraire, Énée promet de consacrer aux dieux « tout le jus de la vigne latine » s'il parvenait à vaincre, ce qu'il obtient. De là viendrait le rite d'offrir le premier vin à Jupiter. Mais dans la mesure où Jupiter est par la suite destinataire de seulement la première libation, il s'agit bien d'un partage, qui marque la reconnaissance de la hiérarchie distinguant les dieux et les humains.
Plutarque s'interroge sur un rite complémentaire « Pourquoi, dans la fête des Vinales, verse-t-on du temple de Vénus une grande quantité de vin? » et l'explique ainsi : « Énée […] consacra le vin aux dieux ; il vainquit Mézence et répandit devant le temple de Vénus tout le vin qu'il recueillit. Peut-être est-ce un avertissement symbolique qu'on donne au peuple de passer les jours de fête dans la sobriété et d'éviter l'intempérance, parce que les dieux préfèrent une abondante effusion de vin à l'usage excessif de cette liqueur. ». Énée aurait donc impliqué sa mère et protectrice dans cette condamnation symbolique, mais l'analyse comparative associe l'ivresse du vin à d'autres formes d'ivresse, en particulier celle de l'amour physique, associé à Vénus.

## Jupiter et le vin
Jupiter apparaît à plusieurs étapes de l'élaboration  du vin, explicitement lors des Vinalia rustica, lors de l'auspicatio vindemiae des vendanges et lors des Vinalia priora, aussi probablement lors des Meditrinalia, mais il n'est ni un dieu de la vigne ou du vin comme Liber, le Bacchus romain, ni une divinité agraire, il est le dieu souverain, il est le destinataire d'une boisson aux proprietés enivrantes remarquables. La comparaison avec les traditions de l'antique Inde védique montre aussi l'existence d'une boisson puissante, le soma, destiné à Varuna, dieu souverain du ciel, homologue védique de Jupiter. Soma désigne à la fois la plante productrice, le suc de cette plante, la boisson élaborée à partir de ce suc et le dieu qu'elle incarne. Le maître du ciel est donc destinataire d'une boisson royale et excitante patiemment élaborée par les humains, le soma pour Varuna, le vin pour Jupiter.
Un autre indice de l'association de Jupiter à une liqueur sacrée apparaît lors des Féries latines, remontant à l'époque pré-viticole du Latium, célébrée à Rome sous l'invocation de Jupiter Latiaris : le vainqueur d'une course de chars organisée sur le Capitole, domaine de Jupiter, buvait une boisson amère tirée de l'absinthe, d'origine végétale. Là encore, un parallèle est établi par Andreas Alföldi avec un rituel royal védique, le vajapeya, dans lequel une course truquée de dix-sept chars est toujours gagnée par le roi, qui boit à l'arrivée une coupe de mahdu, compris comme du soma,.

## Vinaliaetvinaillesnormandes
Le mot latin vinalia et la pratique de la vinalia rustica (fête de fin des vendanges) survivent encore dans les vinailles normandes, mot de parler normand par lequel on désigne soit les vendanges soit la fête à la fin des vendanges (analogue à la vinalia rustica, donc) dans le vignoble de Normandie (dont il reste peu de choses aujourd'hui, bien que les vinailles fussent encore très pratiquées dans le Calvados au début du XXe siècle),.
Le mot vinailles est un héritage direct du latin vinalia, lequel était un nom neutre pluriel - usage qui s'est maintenu jusqu'aujourd'hui, bien que le mot vinailles ait été assimilé à un féminin pluriel. Reste que, comme son ancêtre latin vinalia, le terme vinailles s'emploie au pluriel (on parle des vinailles et non de la vinaille).